# Mefisto (Marvel Comics)
Mefisto (Mephisto) è un personaggio immaginario dei fumetti creato da Stan Lee (testi) e John Buscema (disegni) nel 1968, pubblicato dalla Marvel Comics. La sua prima apparizione avviene in Silver Surfer (prima serie) n. 3.
È forse il più potente e spietato supercriminale dell'Universo Marvel. I suoi creatori, nel realizzarlo, si sono liberamente ispirati a Mefistofele, l'incarnazione del diavolo nella leggenda del Dottor Faust.

## Biografia del personaggio
È il signore supremo dell'Inferno, il cui scopo è ingannare i mortali (terrestri e non) di tutti gli universi, proponendo loro dei patti. Mefisto esaudirà ogni loro desiderio in cambio della loro anima, che si aggiungerà alle altre anime dannate del suo regno. Il regno di Mefisto viene a volte chiamato Inferno o Ade, da non confondere con l'Ade greco di Plutone. È invulnerabile agli attacchi fisici e possiede poteri magici quasi infiniti, come dimostra il fatto che i colpi più potenti di Silver Surfer a malapena lo scalfiscono, ma al contrario è molto vulnerabile alle sue sfere cosmiche. È capace anche di alterare la struttura del tempo, della realtà e dello spazio stessi.
È soprattutto la nemesi di Silver Surfer, che tormenta in continuazione nella speranza di impossessarsi della sua anima purissima. Nell'epopea classica resuscita addirittura l'Olandese Volante e spinge Surfer a battersi contro lo S.H.I.E.L.D.
Gli eroi che ha maggiormente perseguitato sono Silver Surfer, Ghost Rider, il Dottor Strange e Scarlet Witch.
Le sue trame però si allungano fino a toccare quasi tutti gli eroi Marvel, come Devil, l'Uomo Ragno e Thor. Persino Cloak e Dagger sono sul suo mirino.
Nella collana di Silver Surfer è stato rivelato che lui e i suoi fratelli e sorelle angeli caduti sono stati creati da un'entità simile a Dio (il Supremo) che aveva intenzione di generare esseri dai grandi poteri per il concepimento di un disegno divino che sfugge alla comprensione (probabilmente Nemesi che in seguito alla solitudine si suicidò, generando così le Gemme dell'Infinito), ma che, essendo loro concesso il libero arbitrio, questi decisero di volgersi al male, convinti dallo stesso Mefisto.

### Soltanto un altro giorno
Mefisto ha un ruolo fondamentale nella saga Soltanto un altro giorno scritta da J.M. Straczynski e Joe Quesada in cui viene ridefinito lo status quo dell'Uomo Ragno. In questa saga, Peter Parker cerca disperatamente di salvare sua zia May Parker, ridotta in fin di vita da un proiettile di un sicario di Kingpin destinato a lui. Mefisto si offre di salvarla, ma in cambio stringe un patto con il quale Peter Parker e Mary Jane Watson devono rinunciare a un evento fondamentale della loro vita: il loro matrimonio. L'annullamento di questo evento (e la sua cancellazione dalla memoria di tutti) cambierà radicalmente il corso degli eventi, riportando la vita di Peter a com'era prima di sposarsi.

## Poteri e abilità
Essendo il signore degli Inferi e causa stessa del Male nel Creato, i suoi poteri magici sono quasi illimitati ed attraverso il patto che i mortali stringono con lui è in grado di fare qualunque cosa, anche annullare permanentemente le capacità di esseri incredibilmente potenti come Silver Surfer o Thor, è immortale e può impossessarsi dell'anima di qualcuno qualora questi sia disposto ad offrirla (come nel caso di Ghost Rider).
Inoltre ha poteri illusori e di trasformazione di gran lunga superiori a quelli di Loki, e le sue capacità surclassano quelle di tutte le divinità dei vari Pantheon, persino di Odino, Zeus e le divinità e demoni primordiali della Terra come Gea e Cthon. Inoltre può impossessarsi del corpo e controllare le menti sia di esseri mortali o senzienti sia divini, a differenza dei suoi demoni che possono solo impossessarsi dei primi. Tale possessione può essere annullata tramite esorcismi o sentimenti positivi. Le sue potenzialità sono di poco inferiori a quelle di Scarlet Witch.
Anche senza siglare alcun patto possiede poteri enormi, coi quali può ad esempio: riportare in vita esseri viventi, anche in grande quantità, alterare la realtà, il tempo e lo spazio come desidera (anche se, come affermato da lui stesso nel n. 488 de "L'Uomo Ragno", le alterazioni possiedono determinate restrizioni), può addirittura creare altri mondi o altri esseri, viaggiare attraverso vari piani dimensionali, teletrasportarsi ovunque, donare poteri a chiunque e lanciare colpi di energia infernale che incanala dal suo stesso regno.
Oltre ai suoi straordinari poteri, Mefisto è anche dotato di capacità fisiche incalcolabili che riesce ad aumentare in modo esponenziale come e quando lo desidera. Egli è assolutamente immortale e quasi invulnerabile, solo gli esseri più potenti dell'Universo sono in grado di ferirlo ma nessuno è in grado di ucciderlo (infatti, nemmeno la distruzione di un intero pianeta o addirittura di un universo può neppure scalfirlo).
Quando si trova nel suo regno nemmeno le entità cosmiche Galactus, Infinità, Eternità, Oblio e Lady Morte possono competere con lui. Solo il Tribunale Vivente può fermarlo e fargli paura, ma come quest’ultimo, Mefisto è al di fuori del tempo, dello spazio e della realtà stessa di tutti i multiversi, seppur di potenza e influenza decisamente inferiori.
Anche con le gemme dell'infinito o un cubo cosmico è possibile sconfiggerlo, infatti anche lui è alla ricerca di tali artefatti per utilizzarli a proprio vantaggio, infatti quando Thanos lì trovò, in entrambe le occasioni Mefisto cercò di accattivarsi i favori del folle Titano, in modo che abbassasse la guardia così che il re dell'inferno si impossessasse sia delle gemme che del cubo. Egli si progetta un amante di Lady Morte, ma in realtà intende corrompere e impossessarsi della sua anima per assoggettarla al suo controllo, infatti può addirittura rubare le anime di esseri cosmici come ha provato a fare con Jean Grey (e quindi di impadronirsi sia dello spirito della donna sia di quello della Fenice) e con l'Arcano.
Tuttavia, oltre al Tribunale Vivente e agli angeli, anche gli individui dotati delle anime più pure possono sconfiggerlo e rispedirlo negli Inferi. Infine detesta profondamente i luoghi e gli oggetti sacri, poiché, a differenza dei suoi infernali servitori, non gli arrecano gravissimi danni, ma possono comunque bandirlo nuovamente nel suo reame.

## Carattere e personalità
Mefisto è forse il supercriminale più crudele e spietato dell'Universo Marvel: molti eroi e criminali difatti lo temono, non tanto per i suoi poteri comunque spaventosi ma per la sua crudeltà. In qualità di signore dei demoni, Mefisto non è capace di provare affetto o sentimenti positivi per nessuno, le uniche cose che prova sono rabbia, rancore, odio, vendetta e piacere della sofferenza altrui. Molto più spietato di Carnage, lui fa del male solo perché gli dà gioia e soddisfazione, come quando ha perseguitato Wanda e Visione togliendo loro i figli quando la prima usò una parte dei poteri del signore dell'inferno per farli nascere, e quest’ultimo (approfittando di un piano di Kang in cui era coinvolto Visione stesso) li riassorbì facendo impazzire la povera donna. Stan Lee stesso ha affermato di averlo creato per essere l'opposto di Silver Surfer e visto che il silverando è tra i più buoni e puri, Mefisto è invece crudele al di là di ogni misura. Oltre a essere ispirato a Mefistofele (personaggio del romanzo La tragica storia del Dottor Faust) parti del suo carattere rimandano al diavolo cristiano, che Mefisto più volte ha dichiarato di essere (in effetti è terrorizzato dal Tribunale Vivente, subalterno del Supremo, rappresentazione di Dio nell'Universo Marvel) e tra i suoi innumerevoli nomi vi sono anche Lucifero, Satana e Belzebù. Persino esseri infernali come Hela, Plutone, Surtur e Dormammu lo odiano e lo temono.
È inoltre illimitatamente manipolatore, oltre che enormemente sapiente e astuto: uno dei suoi attributi è infatti Signore e padre di Menzogne e Inganni, poiché egli è in grado di instillare menzogne e malvagità nel profondo dell'animo senza che la vittima se ne renda conto, portando questa a pensare addirittura di aver partorito da sola tali idee negative. Le potenzialità di Mefisto possono influenzare sia i mortali che le divinità come Thor.

## Cronologia dei fumetti

### Mephisto vs.
Mephisto vs. è una miniserie mensile di quattro numeri, pubblicata dalla Marvel Comics dall'aprile al luglio 1987, scritta da Al Milgrom e disegnata da John Buscema, con inchiostratori Bob Wiacek e lo stesso Milgrom. In ciascun numero della miniserie il supercriminale affronta un diverso gruppo di supereroi:
1. Fantastici Quattro (aprile 1987): Give the devil his due!, (Prima edizione italiana: Dai al diavolo quel che e'..., sull'albo Silver Surfer n. 27 (dicembre 1991), Play Press);
2. X-Factor (maggio 1987): Sympathy for the devil, (Prima edizione italiana: Patto con il diavolo, sull'albo Silver Surfer n. 28 (gennaio 1992), Play Press);
3. X-Men (giugno 1987): The devil you say!, (Prima edizione italiana: Scherzi del diavolo!, sull'albo Silver Surfer n. 29 (febbraio 1992), Play Press);
4. Vendicatori (luglio 1987): His satanic majesty's request, (Prima edizione italiana: Su richiesta di sua satanica maesta', sull'albo Silver Surfer n. 30 (marzo 1992), Play Press).

## Altri media

### Cinema
- L'attore Peter Fonda ha interpretato il personaggio nel film Ghost Rider (2007) di Mark Steven Johnson come uno degli antagonisti. A differenza del fumetto, il personaggio viene chiamato Mefistofele e non ha la forma demoniaca, sebbene in alcune sequenze venga accennata. In questo film non può entrare in luoghi sacri e non sopporta la luce, infatti il nome "Mefistofele", in greco antico, vuol dire "Colui che non ama la luce".
- Nel seguito del film, Ghost Rider - Spirito di vendetta (2012), Mefisto è interpretato da Ciarán Hinds e chiamato Roarke, ed è l'antagonista principale del film.

#### Animazione
Mefisto compare come antagonista, nel film d'animazione giapponese Dracula, frutto di una collaborazione tra la Toei Animation e la Marvel.

### Televisione
Mefisto appare in brevi camei, data la sua natura demoniaca, non ritenuta adatta ai giovani spettatori, nelle serie animate:
- L'Uomo Ragno e i suoi fantastici amici;
- Silver Surfer;
- Hulk e gli agenti S.M.A.S.H..

Sacha Baron Cohen ha interpretato Mefisto nell'ultima puntata della miniserie televisiva Ironheart.

### Videogiochi
Mefisto compare in:
- Silver Surfer;
- Marvel Super Heroes;
- Marvel Super Heroes vs. Street Fighter;
- I Fantastici 4;
- Marvel: La Grande Alleanza;
- Ghost Rider;
- Marvel vs. Capcom 3: Fate of Two Worlds;
- Marvel vs. Capcom Origins;
- Marvel: Avengers Alliance;
- Marvel Puzzle Quest;
- Spider-Man Unlimited;
- Marvel: Sfida dei campioni;
- Marvel: Future Fight;
- Marvel Avengers Academy;
- Marvel Strike Force;
- Marvel Future Revolution;
- Marvel's Midnight Suns.